# Cylindromyia rufipes
Cylindromyia rufipes là một loài ruồi trong họ Tachinidae.